# Italcementi
Italcementi S.p.A. Fabbriche Riunite Cemento es una empresa cementera de Bérgamo (Italia), fundada en 1864. Se trata de la quinta mayor productora de cemento del mundo tras Holcim, Lafarge, CEMEX y HeidelbergCement, y la mayor en la zona del Mediterráneo. La empresa tiene una plantilla de más de 20.000 empleados, de los que 400 de ellos son técnicos dedicados a la investigación. Sus ingresos ascienden a unos 4.500.000 Euros.
Opera en 19 países incluyendo Albania, Bélgica, Bulgaria, Canadá, Chipre, Egipto, Francia, Gambia, Grecia, India, Italia, Kazajistán, Marruecos, Mauritania, España, Sri Lanka, Tailandia, Turquía y los Estados Unidos, en los que posee 62 plantas de producción de cementos. Su filial en España es FYM - Sociedad Financiera y Minera, S. A.
En 1992 adquirió Ciments Français, y en 1998 se expandió hacia Bulgaria, Kazajistán, Tailandia, Marruecos, India, Egipto y los Estados Unidos.